# Connaught Motor Company

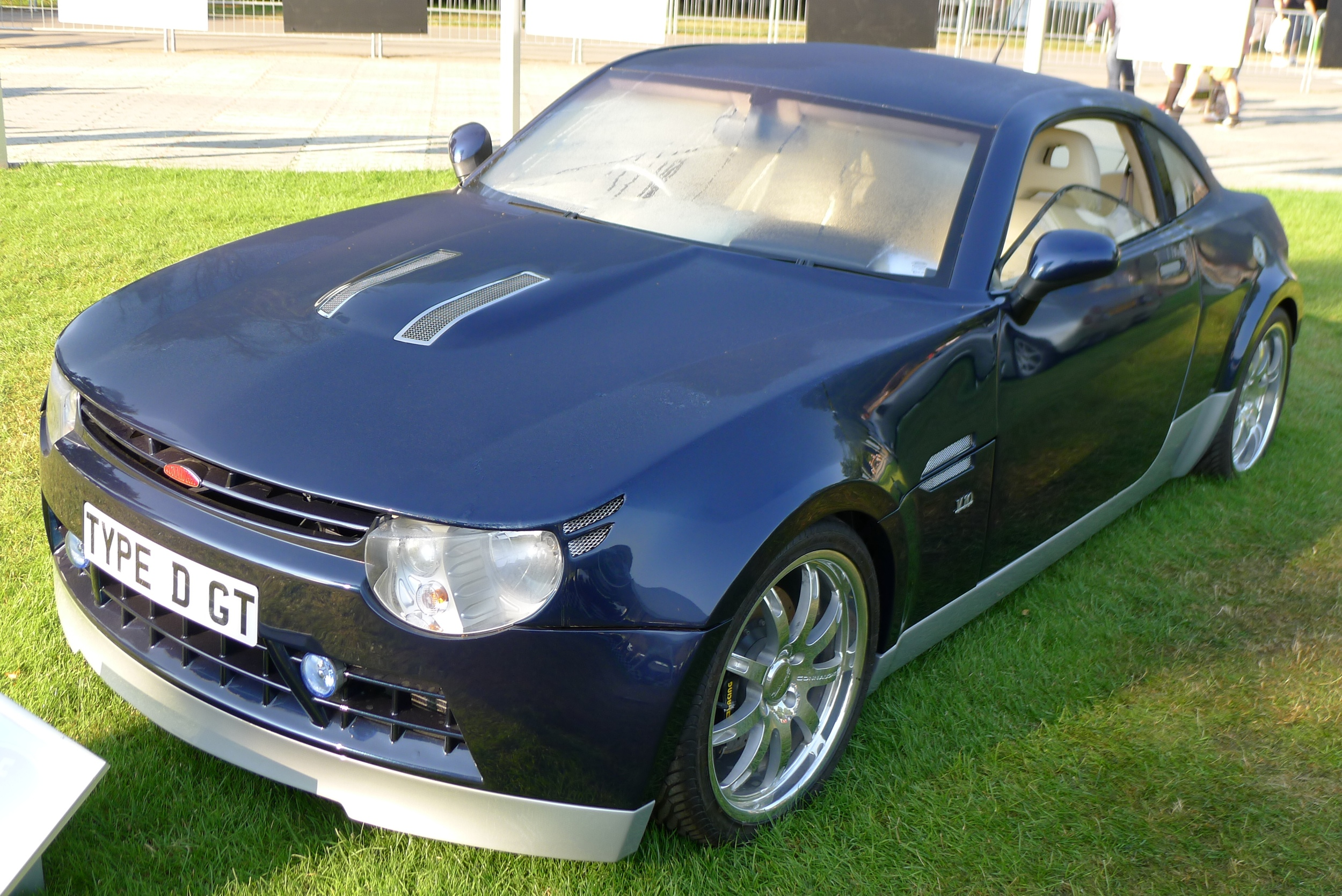
Connaught Type-D GT Syracuse

Connaught Motor Company Limites war ein britischer Hersteller von Automobilen.

## Unternehmensgeschichte
Edward Timothy Bishop und Anthony Martindale gründeten am 29. Juni 2002 das Unternehmen in Kidderminster in der Grafschaft Worcestershire. Sie begannen 2005 mit der Produktion von Automobilen. Der Markenname lautet Connaught, in Anlehnung an Connaught Engineering. 2007 wurde ein Technologiezentrum in Llanelli in Wales eröffnet. Bishop und Martindale gaben am 28. März 2007 ihr Direktorenamt auf und wurden von Frederick William Austin Page-Roberts abgelöst. Ebenfalls zu Direktoren ernannt wurden Jonathan Mark Bevan sowie Geoffrey Leonard Matthews am 14. November 2007, Christopher James Withington am 26. Februar 2008 und Kevin Eric Eagling am 1. Juli 2009. Bevan und Eagling wurden am 12. Mai 2011 durch Timothy Bishop, Roy Irish und Anthony Martindale ersetzt. Am 1. März 2016 wurde das Unternehmen aufgelöst.
Bereits im ersten Jahr verkaufte das Unternehmen sechs Fahrzeuge.

## Fahrzeuge
Als erstes Modell erschien der Type-D GT Syracuse. Ein V10-Motor mit 2000 cm³ Hubraum leistet mit Hilfe eines Kompressors 300 PS. Die Höchstgeschwindigkeit des viersitzigen Coupés ist mit 270 km/h angegeben.
Mit einem Hybridantrieb ist der Type-D h ausgestattet, der auf dem Type-D GT Syracuse basiert.